# Імсакія
Імсакія (масрі إمساكية رمضان) — розклад, який включає всі часи молитви, іфтар і сухур, а також кількість годин посту протягом дня і вважається одним із виступів Рамадану в усіх країнах світу.

## Історія
Ідея Імсакії зародилася в Єгипті за часів Османської імперії, а саме під час правління Мухаммеда Алі Єгипетського та за два роки до його смерті, у місяці Рамадан 1262 року за гіджрою, що відповідає 1846 року нашої ери. Його вперше було надруковано в друкарні в Булак, Єгипет, і це був жовтий папір із 27 см шириною і 17,5 см завдовжки.